# Rangdziung Rigpe Dordże
Szesnasty Gjalła Karmapa, Rangdziung Rigpe Dordże (tyb.: རང་འབྱུང་རིག་པའི་རྡོ་རྗེ་, Wylie: rang 'byung rig pa'i rdo rje, ZWPY: Rangjung Rigpe Dorje; 1924–1981) – przywódca tybetańskiej szkoły buddyjskiej Karma Kagyu, uważany za jednego z największych mistrzów medytacji XX wieku. Urodził się we wschodniotybetańskiej prowincji Dégé, w Denkhok. Przyczynił się w dużym stopniu do przeniesienia nauk buddyzmu tybetańskiego na Zachód. Zainicjował wiele świeckich ośrodków Dharmy i klasztorów na całym świecie z myślą o zachowaniu żywego przekazu nauk Buddy.

## Linia Karmapów
Od wieków Karmapowie byli zwierzchnikami szkoły Karma Kagyu. Buddyści uważają, że wielcy mistrzowie medytacji potrafią przewidzieć okoliczności swojego następnego odrodzenia (reinkarncji). Linia Karmapów jest najstarszą linią inkarnacji w Tybecie. Kolejne inkarnacje Karmapów były odnajdywane i rozpoznawane przez ich najbliższych uczniów. Również Rangdziung Rigpe Dordże już w dzieciństwie wykazywał się niezwykłymi zdolnościami, i wkrótce został odnaleziony i rozpoznany jako Karmapa, aczkolwiek nie obyło się to bez trudności stwarzanych przez rząd tybetański w Lhasie powiązany ze szkołą Gelug.

## Polityczne kontrowersje
Tsopon Lungszar, jeden z najbardziej wpływowych ludzi w ówczesnym Tybecie i jednocześnie minister w tybetańskim rządzie, uznał, że jego własny syn jest wcieleniem zmarłego XV Karmapy. Opinię ministra potwierdził również XIII Dalajlama. Społeczność skupiona wokół klasztoru Tsurphu, siedziby szkoły Karma Kagyu położonej w pobliżu siedziby tybetańskiego rządu - Lhasy, zaakceptowała dziecko jako kolejne wcielenie Karmapy. Jednak po kilku latach, na podstawie wskazówek pozostawionych przez XV Karmapę odnaleziono inne dziecko. Miało to miejsce we wschodniej prowincji Kham, daleko od wpływów rządu w Lhasie. Dziecko zostało rozpoznane zgodnie z duchową tradycją szkoły Karma Kagyu i intronizowane w klasztorze Palpung, czyli na terytorium niekontrolowanym przez Lhasę, jako XVI Karmapa Rangdziung Rigpe Dordże.
Ostatecznie argumenty przedstawione przez lamów ze szkoły Kagyu żyjących poza granicami centralnego państwa i niezależnych od rządu gelugpów okazały się silniejsze niż duchowy autorytet i polityczny wpływ XIII Dalajlamy, który wsparł wcześniej kandydata przedstawionego przez swojego ministra.

## Aktywność w Tybecie
Szesnasty Karmapa podróżował i nauczał w całym Tybecie. Kiedy w 1950 roku chińska armia przejęła kontrolę nad Tybetem, Dalajlama i inni urzędnicy rządowi pojechali na rozmowy do Pekinu. Karmapa i wielu innych wysokich lamów towarzyszyło im, by wziąć udział w negocjacjach, które wówczas przyniosły Tybetańczykom pewne korzyści. Jednak rok 1959 ostatecznie rozwiał szansę na pokój. Kiedy Chiny uderzyły na Tybet, Karmapa zdecydował się wyemigrować do Indii przez Bhutan. Pod przewodnictwem Karmapy i dzięki ochronie uczniów z wojowniczego plemienia Khampów, całej grupie 160 lamów i mnichów, udało się bezpiecznie uciec i zabrać ze sobą bezcenne teksty dharmy, tanki, relikwie oraz rytualne przedmioty buddyjskie przez setki lat przechowywane w klasztorze Tsurphu. O opracowanie drogi ucieczki Karmapa przezornie już w 1953 roku, poprosił mistrza medytacji Kalu Rinpocze.

## Aktywność w Sikkimie i podróże zagraniczne
Rangdziung Rigpe Dordże osiadł z uczniami w Sikkimie, gdzie król Taszi Namgjal podarował mu ziemię pod budowę klasztoru Rumtek. Na zaproszenie króla Jigme Dorji Wangchuck Karmapa odwiedził również Bhutan, zaś po podróży do Ladakhu, gdzie udzielał nauk w różnych klasztorach, udał się na pielgrzymkę do szczególnych buddyjskich miejsc w Indiach i Nepalu. W 1974 roku Szesnasty Karmapa odbył swą pierwszą, wielką podróż zagraniczną. Wszędzie na świecie dzięki jego aktywności pojawiały się ośrodki przekazujące nauki Buddy. 
Karmapa rozprzestrzeniał nauki i miał bardzo wielu uczniów na Wschodzie i na Zachodzie. Był powszechnie czczoną i bardzo lubianą postacią. Zmarł, mając pięćdziesiąt siedem lat w szpitalu w Zion pod Chicago w USA.